# Проспект Васіліссіс Софіас
Проспект Васіліссіс Софіас (грец. Λεωφόρος Βασιλίσσης Σοφίας) — центральний проспект Афін, розташований в одному з найдорожчих районів міста, межує з історичним районом Колонакі та Кунтуріотікою. Загальна довжина проспекту становить 3 км.

## Назва
У перекладі на українську буквально означає Проспект Королеви Софії, названий на честь грецької королеви Софії, дружини грецького короля Константіна І.
2006 року висувалась пропозиція перейменувати проспект і назвати його на честь грецького політика Андреаса Папандреу. Паралельно муніципальні влада вносила на розгляд перейменування проспекту Короля Костянтина на проспект Константіноса Караманліса.

## Перехрестя
Проспект Васіліссіс Софіас починається на перетині проспекту Амаліас і вулиці Панепістиміу, а закінчується при перетині із проспектом Александрас, проспектом Кіфісіас, проспектом Месогіон і вулицею Фідіппіда. Частини проспекту — секція старої GR-1 (нині Грецька національна автомагістраль 1) і GR-54.

## Основні будівлі

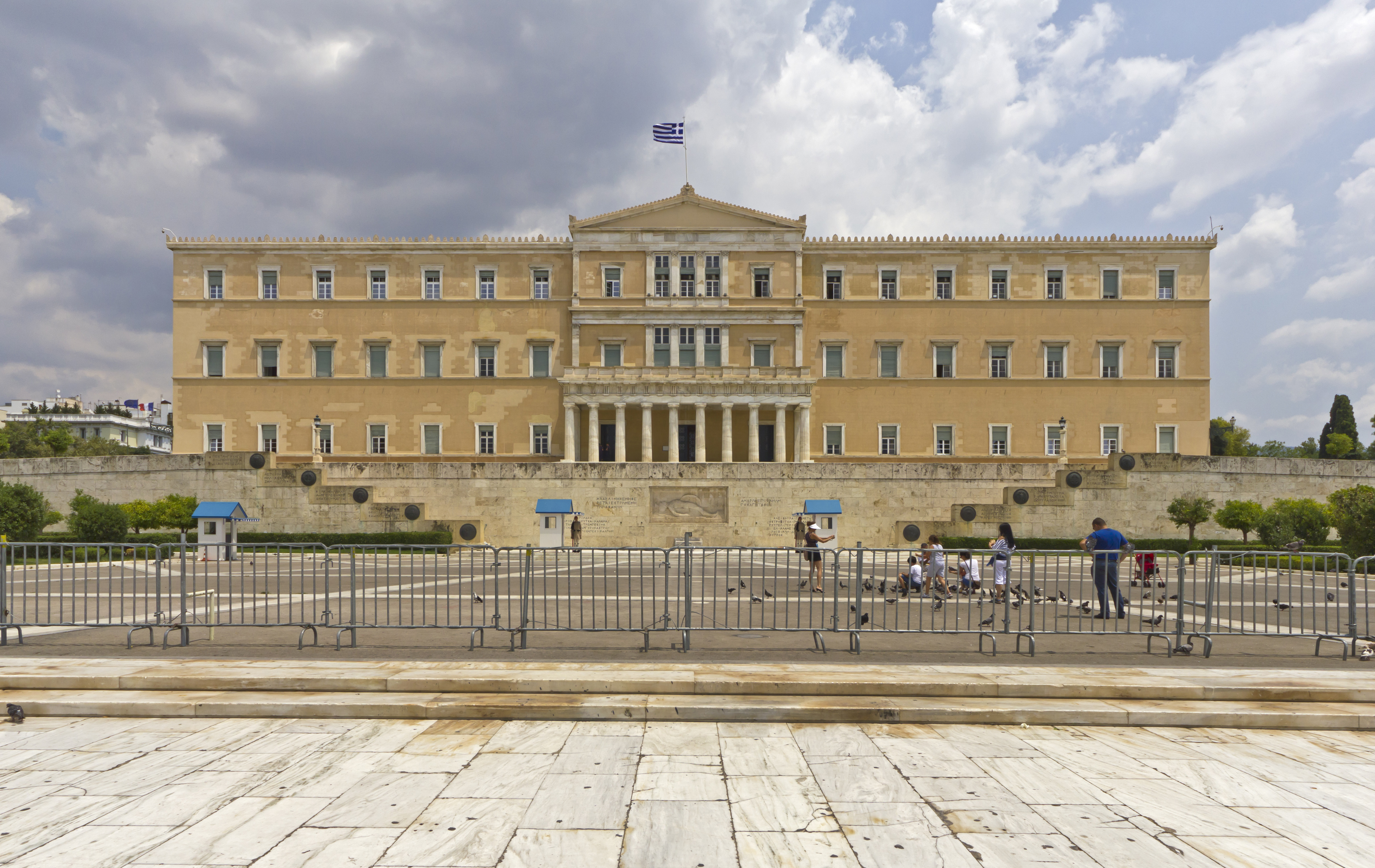
Грецький парламент, проспект Васіліссіс Софіас, 2

По проспекту Васіліссіс Софіас розташовані палац Грецького парламенту, Національний сад, Військовий музей, Музей Бенакі, Візантійський і християнський музей, Національна художня галерея (перетин із проспектом Короля Костянтина), Палац Сарогіло, Афінський концерт-холл «Мегарон», готель Hilton, посольства Єгипту, Аргентини, Австрії, Данії, США, Литви, Мальти, Норвегії, Португалії і Чилі, головна будівля міністерства адміністративної реформи та електронного управління Греції.

## Станції метрополітену
Поблизу проспекту Васіліссіс Софіас діють 3 станції Афінського метрополітену: «Синтагма», «Евангелісмос», «Мегаро-Мусікіс».